# Trung Pomerania
Thuật ngữ Trung hay Trung tâm Pomerania có thể đề cập đến hai khu vực riêng biệt, tùy thuộc vào việc nó được sử dụng như một bản dịch của các thuật ngữ tiếng Đức hoặc tiếng Ba Lan tương ứng là Mittelpommern (cũng là Mittelpommerscher Keil) hoặc Pomorze Środkowe.

## Mittelpommern, Mittelpommerscher Keil
Mittelpommern hoặc Mittelpommerscher Keil trong cách sử dụng ngôn ngữ và lịch sử biểu thị các phần phía nam trung tâm của Công quốc lịch sử, sau này là tỉnh Pomerania, gần giữa các con sông Zarow và Ihna (Ina). Khu vực này khác với phần còn lại của công quốc hoặc tỉnh bởi phương ngữ của người dân, người nói tiếng Trung Pomeranian  liên quan chặt chẽ với phương ngữ Märkisch-Brandenburgisch, cũng như trong luật thị trấn của các thành phố, đó là Luật Magdeburg (vs luật đô thị L Cantereck Law trong các phần khác). Kể từ Chiến tranh Thế giới thứ II, giới tuyến Oder-Neisse phân chia khu vực này, giảm phần lãnh thổ của Đức thành quận Uecker-Randow. 

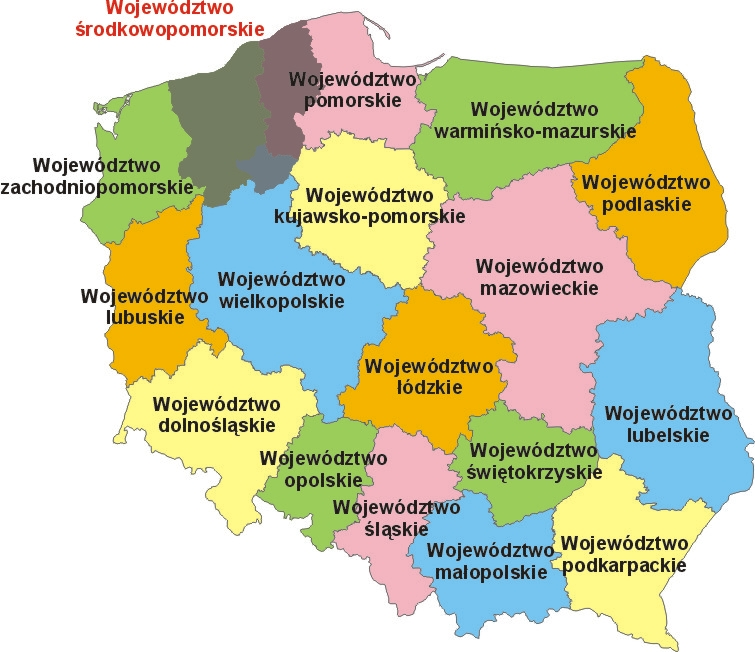
Khu vực Trung tâm Pomeranian Voivodeship theo kế hoạch

## Pomorze Środkowe
Pomorze Środkowe trong cách sử dụng hiện đại là những thuật ngữ được đặt ra ở Ba Lan cho khu vực của Koszalin Voivodeship trước đây (1950-1975), trải dài từ sông Parsęta (Persante) đến sông Łeba, được chia tách năm 1975 với phần còn lại từ năm 1999 các tỉnh Tây Pomeranian, Pomeranian và Greater Poland. Năm 2003, một phong trào đã trình lên quốc hội Sejm của Ba Lan một bản kiến nghị về tái thiết lập của tỉnh Koszalin với tên gọi tỉnh Trung tâm Pomeranian. Đơn đệ trình này được ký bởi 135.000 người.